# Фолькерцен
Фолькерцен (нім. Volkerzen) — громада в Німеччині, розташована в землі Рейнланд-Пфальц. Входить до складу району Альтенкірхен. Складова частина об'єднання громад Альтенкірхен.
Площа — 1,98 км2. Населення становить 84 ос. (станом на 31 грудня 2020).